# Mobula rochebrunei
Mobula rochebrunei is een vissensoort uit de familie van de duivelsroggen (Mobulidae). De wetenschappelijke naam van de soort is voor het eerst geldig gepubliceerd in 1879 door Vaillant.